# الغواصة الألمانية يو-532
غواصة يو-532 غواصة يو بوت ألمانية من الفئة التاسعة سي/40 بنيت لسلاح بحرية ألمانيا النازية كريغسمارينه، في أحواض دويتشه ويرفت في هامبورغ خلال الحرب العالمية الثانية. أبحرت يو-532 في 3 يوليو 1943 وأغرقت سفينة شحن نرويجية وواحدة وهندية وسفينتين بريطانيتيين قبل الوصول إلى بينانغ في 31 أكتوبر.